# Heilig Hartbeeld (Raamsdonk)
Het Heilig Hartbeeld is een standbeeld in de Nederlandse plaats Raamsdonk.

## Achtergrond
Het Heilig Hartbeeld van Jan Custers werd in 1927 geplaatst op een plantsoen bij het Kerkplein voor de Sint-Bavokerk.

## Beschrijving
De staande Christusfiguur houdt zijn armen gespreid, in zijn handen zijn de stigmata zichtbaar. Op zijn borst is het vlammend hart, bekroond door een kruisje te zien. Christus staat op een wereldbol omgeven door wolken, waarop aan de voorzijde een kelk en passiewerktuigen zijn afgebeeld. Het beeld is van wit geschilderd beton, de kruisnimbus, hart en kelk zijn goud geschilderd.

## Rijksmonument
Het beeldhouwwerk is erkend als rijksmonument, onder meer "vanwege de toegepaste neogotische vormentaal en detaillering. Voorts is het representatief voor het werk van de beeldhouwer J. Custers. Het beeld bezit ensemblewaarde vanwege de bijzondere ligging op een plein dat wordt omgeven door kerkelijke gebouwen en is van belang voor het aanzien van dit plein - gesitueerd in de historische kern van Raamsdonk."